# Ervín Varga
Ervín Varga (7. listopadu 1960 Lučenec) je bývalý československý a český zápasník v klasickém stylu, maďarské národnosti, znám především jako trenér československé a české reprezentace.

## Trenérská kariéra
Jeho krátká sportovní kariéra byla spojené se zápasnickým klubem TJ Kovomier ve slovenském Filakovu. Absolvoval prestižní sportovní institut (НУФВСУ) v sovětském Kyjevě a v druhé polovině osmdesátých let dvacátého století nastoupil jako hlavní metodik u Československého svazu zápasu.
V roce 1987 převzal v necelých 27 letech funkci šéftrenéra (ústředního) trenéra československé reprezentace klasiků po odvolaném Miroslavu Janotovi. Důvodem jeho zvolení v tak nízkem věku s minimem zkušeností a prakticky s žádnou vrcholovou sportovní kariérou byl dobrý vztah s předsedou svazu Petrem Kmentem, který v něm viděl mladou krev do neměných a často zastaralých struktur. Jeho hlavním tématem v rozhovoru pro noviny se stalo zvýšení sebedůvěry a agresivity na žíněnce u československých reprezentatů. Zredukoval tréninkové dávky technických prvků a dával důraz na tréning soustředěnosti a racionální myšlení během souboje.
Jeho nové tréninkové metody typické spíše pro republiky bývalého Sovětského svazu např. vzájemné fackování (metoda zvýšení agresivity) se však nesetkaly s pochopením u většiny klubů. Některé jeho zavedené detaily však zápasníci hodnotili pozitivně. Jaroslav Zeman, který pod jeho vedením po letech stagnace dostal na stupně vítězů na velké turnaji uvedl, že mu pomohlo jím zavedené povinné nošení a popíjení teplého napoje v termosce v průběhu soutěžního dne – udržel je v teple.
Po sametové revoluci v roce 1990 se v Československém svazu zápasu měnily kádry a pro nedobré vztahy s některými kluby byl ze své funkce reprezentačního trenéra odvolán. Věnoval se práci trenéra v PSK Olymp. K funkci šéftrenéra reprezentačního výběru klasiků se vrátil od roku 1997. V období vedení reprezentace v letech 1997 až 2008 patřilo do zlatého věku českého (československého) zápasu. Titul mistra Evropy Petra Švěhly z roku 2001 a především medaile Marka Švece korunované bronzovou olympijskou medailí na olympijských hrách v Pekingu byly do velké míry jeho zásluhou. Po roce 2012 předal funkci šéftrenéra Marku Švecovi.